# Harijs Vītoliņš
Harijs Vītoliņš, ros. Харийс Витолиньш – Charijs Witolińsz (ur. 30 kwietnia 1968 w Rydze) – radziecki i łotewski hokeista. Reprezentant ZSRR (juniorski) i Łotwy (seniorski), olimpijczyk. Trener hokejowy.
Jego dziadek (ur. 1915) i chrześniak Kristers (ur. 2000) także zostali hokeistami.

## Kariera zawodnicza
- Latvijas Berzs (1984-1988)
- RASMS Riga (1985-1986)
- Dinamo Ryga (1986-1991)
  -  RASMS Riga (1987/1988)
  -  RASMS-Energo Riga (1988/1989)
- Latvijas Berzs (1991-1992)
- Thunder Bay Thunder Hawks (1992)
- New Haven Senators (1992)
- EHC Chur (1992-1993)
- Winnipeg Jets (1993)
- Moncton Hawks (1993-1994)
- SC Rapperswil-Jona (1994-1995)
- Rögle BK (1995-1996)
- EHC Chur (1996-2001)
- HC Thurgau (2001-2005)
  -  SC Langnau (2004/2005)
  -  Krefeld Pinguine (2003)
  -  HC Ambrì-Piotta (2004/2005)
- Pikes EHC Oberthurgau (2005/2006)

W okresie ZSRR występował w klubach ryskich w rozgrywkach radzieckich do 1992. W tym okresie został wybrany w drafcie NHL z 1988 przez kanadyjski klub Montreal Canadiens. W 1992 wyjechał do Ameryki Północnej i krótkotrwale grał w kanadyjskim zespole Thunder Bay Thunder Hawks z ligi CoHL oraz w amerykańskim New Haven Senators z AHL, po czym wrócił do Europy i dokończył sezony w szwajcarskiej drużynie EHC Chur z rozgrywek Nationalliga A. Następnie ponownie wyjechał do Kanady i rozegrał osiem spotkań w barwach Winnipeg Jets, a poza tym regularnie grał w Moncton Hawks w AHL. Stamtąd ponownie trafił do Szwajcarii i w sezonie 1994/1995 grał w SC Rapperswil-Jona (tam przywdziewał wtedy koszulkę oznaczoną 91,1 w odniesieniu do zęstotliwości radiowej) Kolejny sezon 1995/1996 sędzią w szwedzkim klubie Rögle BK. Od 1996 przez pięć lat grał znowu w szwajcarskim EHC Chur, od 2001 w tamtejszym HC Thurgau, a potem jeszcze w kilku innych drużynach z tego kraju aż do sezonu 2005/2006..
W barwach ZSRR uczestniczył w turniejach mistrzostw świata do lat 20 edycji 1988 oraz zimowej uniwersjady w 1987. Potem występował w barwach seniorskiej reprezentacji Łotwy, której był wieloletnim kapitanem. W jej barwach uczestniczył w turniejach mistrzostw świata edycji 1993 (Grupa C), 1995, 1996 (Grupa B), 1997, 1998, 1999, 2000, 2001, 2002 (Grupa A) oraz zimowych igrzysk olimpijskich 2002 (na ZIO 2002 był chorążym ekipy Łotwy).

## Kariera trenerska
- Reprezentacja Łotwy (2004-2005, 2006-2011), asystent trenera
- Pikes EHC Oberthurgau (2005/2006), grający trener
- Thurgau U17 (2005/2006), asystent trenera
- Pikes EHC Oberthurgau (2006-2008), główny trener
- HK MWD Bałaszycha (2008-2010), asystent trenera
- OHK Dinamo (2010-2011), asystent trenera
- Dinamo Moskwa (2011-2014), asystent trenera
- Reprezentacja Rosji (2013-2018), asystent trenera
- Dinamo Moskwa (2014-2015), główny trener
- SKA Sankt Petersburg (2016-2018), asystent trenera
- Olimpijscy sportowcy z Rosji (ZIO 2018), asystent trenera
- HK Kurbads (2018), asystent trenera
- HC Davos (2018-2019), główny trener
- Spartak Moskwa (2019-2021), asystent trenera
- Reprezentacja Łotwy (2021-), główny trener

Pod koniec kariery zawodniczej został trenerem hokejowym. Do 2008 pracował w Szwajcarii. Jednocześnie został asystentem trenera seniorskiej kadry Łotwy, będąc w sztabie na turniejach mistrzostw świata edycji 2005, 2007, 2008, 2009, 2010, 2011 oraz zimowych igrzysk olimpijskich 2006, 2010. Od 2008 przez dwa sezony był asystentem Olega Znaroka w klubie HK MWD Bałaszycha w nowo powstałych rozgrywkach KHL (wcześniej obaj najpierw przez wiele lat razem grali w barwach Dinama Riga, a potem w Stars Riga, a później jako trenerzy pracowali w sztabie kadry Łotwy). Od 2010 do 2014 był asystentem Znaroka w Dinamie Moskwa. Po jego odejściu od 2014 do końca grudnia 2015 był głównym trenerem stołecznej drużyny. Od 2016 przez dwa sezony ponownie był asystentem Znaroka w SKA Sankt Petersburg. Równolegle był też w jego sztabie przy reprezentacji Rosji od 2013 do 2018. W tym okresie pracował przy turniejach mistrzostw świata edycji 2014, 2015, 2016, 2017 oraz Pucharu Świata w 2016. W turnieju zimowych igrzysk olimpijskich 2018 działał przy ekipie olimpijskich sportowców z Rosji. 
W sezonie 2018/2019 początkowo był w sztabie łotewskiego zespołu HK Kurbads, a potem objął szwajcarski HC Davos. Od 2019 przez dwa sezony znowu był asystentem Znaroka, tym razem w drużynie Spartaka Moskwa. W lipcu 2021 został ogłoszony głównym trenerem seniorskiej kadry Łotwy. Prowadził kadrę w turnieju zimowych igrzysk olimpijskich 2022.

## Sukcesy i wyróżnienia
Zawodnicze reprezentacyjne
- Srebrny medal zimowej uniwersjady: 1987 z ZSRR
- Srebrny medal mistrzostw świata juniorów do lat 20: 1988 z ZSRR
- Awans do Grupy B mistrzostw świata: 1993 z Łotwą
- Awans do Grupy A mistrzostw świata: 1996 z Łotwą

Zawodnicze klubowe
- Srebrny medal mistrzostw ZSRR: 1988 z Dinamem Ryga
- Złoty medal Nationalligi B: 1999, 2000 z ECH Chur

Zawodnicze indywidualne
- Mistrzostwa Świata w Hokeju na Lodzie 1996 Grupa B:
  - Skład gwiazd turnieju
- Nationalliga (1996/1997):
  - Pierwsze miejsce w klasyfikacji asystentów w sezonie zasadniczym: 58 asyst
- Nationalliga (1998/1999):
  - Pierwsze miejsce w klasyfikacji asystentów w fazie play-off: 13 asyst
  - Pierwsze miejsce w klasyfikacji kanadyjskiej w fazie play-off: 21 punktów

Szkoleniowe reprezentacyjne
- Złoty medal mistrzostw świata: 2014 z Rosją
- Srebrny medal mistrzostw świata: 2015 z Rosją
- Brązowy medal mistrzostw świata: 2016, 2017 z Rosją
- Złoty medal zimowych igrzysk olimpijskich: 2018 z olimpijskimi sportowcami z Rosji

Szkoleniowe klubowe
- Srebrny medal mistrzostw Rosji: 2010 z MWD Bałaszycha
- Pierwsze miejsce w Dywizji Tarasowa w sezonie regularnym: 2010 z MWD Bałaszycha
- Puchar Otwarcia / Puchar Łokomotiwu: 2010, 2012 z Dinamem Moskwa
- Pierwsze miejsce w Dywizji Bobrowa w sezonie regularnym: 2011 z Dinamem Moskwa
- Złoty medal mistrzostw Rosji: 2012, 2013 z Dinamem Moskwa, 2017 ze SKA Sankt Petersburg
- Puchar Gagarina / mistrzostwo KHL: 2012, 2013 z Dinamem Moskwa, 2017 ze SKA Sankt Petersburg

Odznaczenia rosyjskie
- Order Aleksandra Newskiego (2018)[7][8]
- Order Honoru (2014)[9]
- Order Przyjaźni (2013)[10]